# Голиусов, Анатолий Семёнович
Анатолий Семёнович Голиусов (1 мая 1938, село Городище, Корочанский район, Курская область, РСФСР — 22 октября 2016, Сочи, Краснодарский край, Российская Федерация) — советский хозяйственный и российский государственный деятель, председатель Воронежской областной Думы (1997—2001), заслуженный работник транспорта Российской Федерации.

## Биография

### Трудовая деятельность
В 1956 г. после окончания средней школы поступил в Харьковский институт инженеров железнодорожного транспорта, который окончил в 1961 году по специальности «инженер путей сообщения».
С 1961 по 1963 г. работал на станции Лиски Юго-Восточной железной дороги в должностях от дежурного по станции до диспетчера. С 1963 по 1964 г. — старший инженер отдела движения Лискинского отделения ЮВЖД. В 1964—1966 гг. — поездной диспетчер Лискинского отделения ЮВЖД. С марта 1966 работал на станции Георгиу-Деж ЮВЖД. До 1976 г. — начальник Георгиу-Дежского отделения ЮВЖД.
В 1976—1979 — первый заместитель начальника, в 1979—1987 гг. — начальник ЮВЖД.
Во время железнодорожной катастрофы на станции Каменская ЮВЖД в августе 1987 г. находился в отпуске, но взял всю ответственность на себя и после обсуждения в Политбюро ЦК КПСС был понижен в должности: с октября 1987 по январь 1989 г. — заместитель главного инженера ЮВЖД. В 1989—1997 гг. — начальник Воронежского отделения ЮВЖД. В январе-апреле 1997 г. — начальник Лискинского отделения ЮВЖД.

### Политическая деятельность
С 1972 г. неизменно избирался депутатом Советов различных уровней, в том числе трижды — депутатом Воронежского областного Совета народных депутатов.
В 1994—2006 гг. избирался депутатом Воронежской областной думы первого-третьего созывов. В 1997—2001 гг. — председатель Воронежской областной думы.
Зарегистрировался в качестве кандидата в депутаты Государственной думы Федерального Собрания Российской федерации IV созыва, но 2 декабря 2013 года отозвал свою кандидатуру.
Похоронен на Коминтерновском кладбище Воронежа.

## Семья
В институте познакомился со своей будущей женой, учившейся на курс ниже. Женился на 5 курсе. Жена — Тамара Петровна, работала на железной дороге, с 1997 г. — на пенсии.
Сыновья — Александр (1961) — военный, и Юрий (1972).

## Награды и звания
Награждён орденами СССР «Дружбы народов», «Трудового Красного Знамени», «Знак Почета», двумя медалями. Удостоен знака «Почетный железнодорожник». В октябре 1998 года Указом Президента России удостоен почетного звания Заслуженный работник транспорта Российской Федерации. Почётный гражданин Лискинского района и города Лиски.